# Tardona, Borsod-Abaúj-Zemplén
Tardona este un sat în districtul Kazincbarcika, județul Borsod-Abaúj-Zemplén, Ungaria, având o populație de 1.099 de locuitori (2011). 

## Demografie
Componența etnică a satului Tardona
     Maghiari (98,34%)
     Necunoscut (0,31%)
     Alții (1,35%)
Componența confesională a satului Tardona
     Reformați (54,6%)
     Fără religie (10,01%)
     Romano-catolici (5,46%)
     Necunoscută (28,12%)
     Alte religii (2,27%)
Conform recensământului din 2011, satul Tardona avea 1.099 de locuitori. Din punct de vedere etnic, majoritatea locuitorilor (98,34%) erau maghiari. Apartenența etnică nu este cunoscută în cazul a 0,31% din locuitori.  Din punct de vedere confesional, majoritatea locuitorilor (54,6%) erau reformați, existând și minorități de persoane fără religie (10,01%) și romano-catolici (5,46%). Pentru 28,12% din locuitori nu este cunoscută apartenența confesională.